# حسن شاکر حماد
حسن شاکر حماد (۱۸۷۰ – ۱۹۴۲) سیاستمدار عثمانی فلسطینی بود. او در سال ۱۹۱۳ به عنوان شهردار نابلس منصوب شد و سپس به عنوان عضو مجلس عمومی ولایت در بیروت به نمایندگی از نابلس انتخاب شد. او به حزب تمرکززدایی اداری تعلق داشت و این حزب، او را به عنوان نماینده خود در نابلس انتخاب کرد. در ۱۹۱۸، حماد به فکر تأسیس مدرسه‌ای ملی افتاد که در ۱۹۶۵ به دار المعلمین و در ۱۹۷۷ به دانشگاه ملی النجاح تبدیل شد.

## زندگی و پیشه
حسن شاکر حماد در سال ۱۸۷۰ در شهر طولکرم (یا نابلس)، سنجق نابلس، ولایت سوریه، امپراتوری عثمانی، به دنیا آمد و تحصیلات ابتدایی و متوسطه خود را در آنجا گذراند. او نزد علمای فقه و زبان عربی تحصیل کرد و به آموزش خود پرداخت و به زبان عربی و ادبیات آن تسلط یافت، با زبان فرانسه و فارسی آشنا شد و از قوانین اداری اطلاع یافت.
او کار خود را به عنوان سردفتر ادارهٔ ثبت اسناد و املاک (طابو) با علاقهٔ خاصی که به زراعت زمین‌هایی که از پدرش به ارث برده بود، آغاز کرد. به دلیل تمایل شدیدش به گسترش دانش مشهور شد. زمانی که معاونت کمیتهٔ آموزش در نابلس را بر عهده گرفت، برای گسترش فعالیت‌های آن تلاش کرد و به همین منظور پیشنهاد وضع مالیات معارف را داد که دولت آن را تصویب و در سراسر کشور اجرا کرد. با تلاش او، اولین مهدکودک در نابلس، شاید اولین در امپراتوری عثمانی، تأسیس شد و معلمانی را برای آن از لبنان آورد.
او در سال ۱۹۱۳ به عنوان شهردار نابلس منصوب شد و تا ۱۹۱۵ در این سمت بر جای بود. سپس به عنوان یکی از اعضای مجلس ولایت بیروت به نمایندگی از نابلس انتخاب شد. او به حزب تمرکززدایی اداری پیوست و حزب، او را به عنوان نمایندهٔ خود در نابلس انتخاب کرد.
هنگامی که جمال پاشا، والی سوریه و فرماندهٔ ارتش چهارم، عرب‌های آزادی‌خواه را به دادگاه نظامی در عالیه برد، در ۳۰ ژوئیه ۱۹۱۵ دستور دستگیری و بردن حماد به آنجا صادر شد. وقتی متوجه موضوع شد تصمیم گرفت خودش مخفیانه برود تا از ماهیت تحقیقات و جنایت منتسب به او جویا شود. او نمی‌خواست فرار کند زیرا همان‌طور که در خاطراتش می‌گوید می‌دانست «حزب تمرکززدایی پنهان نیست و برنامهٔ آن ادارهٔ سرزمین‌های عربی ما بر اساس اصول غیرمتمرکز در داخل کشور عثمانی است و ما دو سال قبل از اعلان جنگ تلگراف کرده بودیم دربارهٔ ضرورت اصول ادارهٔ غیرمتمرکز کشورهایمان».حسن حماد دیر وارد عالیه شد و در یکی از روزنامه‌ها، تصمیم قاضی نظامی مبنی بر ارجاع او و افراد اولین قافله به دادگاه نظامی را خواند. او خود را تسلیم نکرد، بلکه از عالیه به دمشق و سپس العفوله و پس از به یکی از روستاهای جنین رفت و در آنجا ناپدید شد. اما پس از ملاقات عمویش توفیق حماد و امین عبدالهادی (نمایندگان مجلس) با جمال پاشا در مورد پروندهٔ سلیم عبدالهادی، برادر امین که به دادگاه نظامی ارجاع و دستگیر شده بود، جمال پاشا به آنها اطمینان داد که بقای سلیم و حسن به تسلیم حسن بستگی دارد. به حسن خبر داده شد که تسلیم شود، پس به سمت عالیه برگشت. هنگام عبور از بیروت در شب شنبه ۲۰ اوت ۱۹۱۵، متوجه شد که در میدان برج مشغول برپایی چوبهٔ دار هستند، با این حال به سوی عالیه سفرش را ادامه داد. صبح روز ورودش در روزنامه‌ها اعلامیهٔ دادگاه نظامی مبنی بر اعدام قافله را خواند و نامش را در میان کسانی که حکم اعدامشان صادر و اجرا شده بود، دید. به سرعت به دمشق گریخت و سه سال در خانه یکی از دوستانش پنهان شد. در این مدت با یکی از بستگان دوستش ازدواج کرد که پسری به دنیا آورد.
به دنبال خروج جمال پاشا از سوریه و به قدرت رسیدن جمال پاشای کوچک (مارسینلی) و با وساطت مفتی ارتش عبدالقادر المظفر، برای حسن حماد عفو صادر شد، بنابراین وی به نابلس بازگشت و به بازپس‌گیری اراضی مصادره شده‌اش توسط دولت پرداخت. پس از اشغال فلسطین توسط بریتانیا (۱۹۱۸) او از اولین کسانی بود که به فکر تأسیس مدرسه‌ای ملی به نام النجاح در نابلس افتاد که بعدها در سال ۱۹۷۷ به دانشگاه تبدیل شد. حسن حماد در طول زندگی خود، عضو انجمن ملی مسیحی اسلامی فلسطین و انجمن علمی عرب بود و در ۸ سپتامبر ۱۹۳۷ در کنفرانس ملی عرب در بلودان که یکی از اعضایش بود، شرکت کرد.
حسن حماد بقیه عمر خود را در دنیای اقتصاد و کشاورزی گذراند تا اینکه در نابلس در سال ۱۹۴۲ درگذشت.